# 렉스킹
《렉스킹》은 쾌걸 근육맨 2세에 등장하는 초인이다.

## 소개
션샤인의 제자 악몽의 사나이 중 한명으로 왼팔은 공룡의 꼬리로 상대를 휘감아버리고, 오른팔이 공룡의 머리로 변해서 모든것을 물어뜯을 수 있는 강한 파워를 가졌고, 그 머리가 렉스킹의 진짜 머리다. 성우는 신용우.

## 행적
테리 더 키드와 싸워서 그를 위기로 몰아붙이는 실력을 가졌으나 마지막에 테리 더 키드가 그의 약점을 알아채고 경기장 위쪽에 에어컨 바람을 회전시켜서 눈보라를 일으켜서 얼려버린다. 결국 얼어버려서 움직이지 못하는 렉스킹의 공룡머리를 공격해서 부숴버리고 승리.